# Arena Brains
Arena Brains es una película independiente estadounidense de 1988. Su duración es de aproximadamente 80 minutos y se trata de un grupo de artistas neoyorquinos. Fue dirigida por Robert Longo y tiene actuaciones de Richard Schiff, Steve Buscemi, Ray Liotta y Eric Bogosian, quienes en ese momento comenzaban sus carreras en el cine, y además cuenta con la aparición de Michael Stipe, cantante de R.E.M.
- Datos: Q5703405